# Pokrowka (Kraj Nadmorski)
Pokrowka (ros. Покро́вка) – rosyjska wieś (ros. село, trb. sieło) w rejonie oktiabrskim (Kraj Nadmorski). 
W 2010 roku liczyła 10 360 mieszkańców.